# エミール・デュラン
エミール・デュラン（Émile Durand, [emil dyʁɑ̃], 1830年2月16日 - 1903年5月7日）は、フランスの音楽理論家、教育者、作曲家。音楽理論家としての業績が最も知られる。

## 生涯
デュランはブルターニュ半島に位置するコート＝ダルモール県サン＝ブリユーに生まれた。その後、12歳の時に家族と共に南方のモンペリエへと移っている。1845年に15歳でパリ音楽院に入学し、シャルル＝ヴァランタン・アルカンを兄に持つナポレオン・アルカンのクラスで学んだ。他にもフランソワ・バザンやジャック・アレヴィといった高名な教授陣に指導を受けた。1853年、デュランはカンタータ『Le Rocher d'Appenzell』でローマ大賞に輝いている。
デュランは1871年に師のバザンの跡を継いで、音楽院の音楽理論と和声学の教員となった。ここで彼はガブリエル・ピエルネ、クロード・ドビュッシー、カミーユ・エルランジェ、アーサー・ゴーリング・トーマスらを教えている。
デュランは大衆歌のシャンソンや歌曲のMélodieを好んでいたが、キャリア初期には軽妙な舞台作品の創作も行っていた。1868年のオペラ・コミック『L'Elixir de Cormelius』、1869年のオペレッタ『L'Astronome de Pont-Neuf』などがそれにあたる。
デュランは生涯を通じて自らの生地に愛着を示していた。文化、社会的団体であるBretons de Paris（La Pommeとも称される）の一員として、彼はケルトの晩餐会、文化や音楽の儀式に参加していた。1889年に作曲された『Chants d'Armorique』には、音楽仲間であるルイ＝アルベール・ブルゴー＝デュクドレー、ギィ・ロパルツ、ルイ・ティエルスランらからの影響が特に明瞭に表れている。
音楽出版者のルデュク社（Leduc）からの要望を受けてデュランは理論書を書いて最後の20年を過ごすことになるが、彼はこうして書かれた主要な理論書によって人々の記憶に残ることになる。主だったものには『Traité d'harmonie théorique et pratique』（1881年）、『Traité d'accompagnement pratique au piano』（1884年）、『Traité de composition musicale』（1899年）がある。
デュランはオー＝ド＝セーヌ県のヌイイ＝シュル＝セーヌに没した。日付に関しては1903年の5月6日と7日の説がある。彼はパリのペール・ラシェーズ墓地で眠っている。

## 主要作品

### 音楽作品
- L'Elixir de Cormelius、オペラ・コミック （1868年）、アンリ・メイヤック（英語版）とアルトゥル・ドゥラヴィーニュのリブレット、1869年2月18日 Fantaisies Parisiennesで初演
- L'Astronome de Pont-Neuf pochade musicale （1869年） ジュール・モワノーのリブレット、1869年2月18日 Variétésで初演
- オーボエ、ヴァイオリンとクラリネットのための幻想曲『Sourires de Bretagne』 （1888年）
- 多くの歌曲、中でも『Comme à vingt ans』 （1858年）がテオドル・ボトレル（英語版）の歌唱で有名になった
- ピアノ作品[1]

## 著作
音楽理論と和声に関する論文
- Traité d'harmonie théorique et pratique 1881年
- Traité d'accompagnement pratique au piano 1884年
- Traité de composition musicale 1899年
- Solfège élémentaire
- Solfège melodique
- Traite de transposition